# Settimio Mnasea
Settimio Mnasea (in latino Septimius Mnasea; fl. 352) è stato un politico romano di età imperiale.
Il Cronografo del 354 riporta Mnasea come praefectus urbi tra il 9 e il 26 settembre 352: è possibile che sia stato nominato prefetto dall'usurpatore Magnenzio, e che sia stato deposto dall'imperatore Costanzo II.
Un'iscrizione gli attribuisce il restauro di una struttura nei pressi della moderna Stazione Ostiense.

### Fonti primarie
- Cronografo del 354 (MGH Chronica Minora I, 1892, p. 69).
- AE 1949, 182

### Fonti secondarie
- «Mnasea», PLRE I, Cambridge University Press, 1971, ISBN 0521072336, p. 604.